# St. Bonifatius (London)

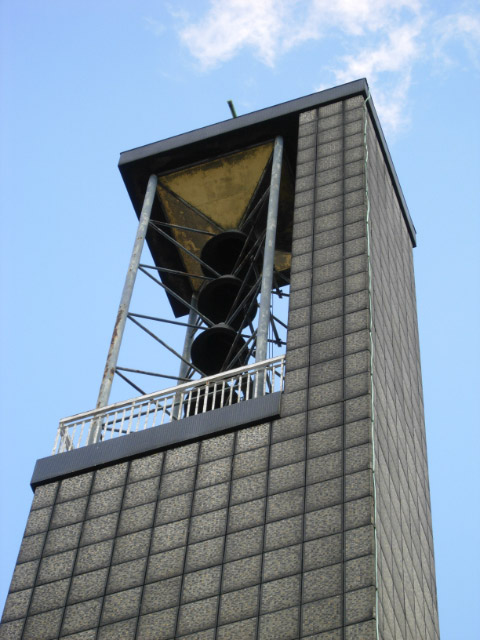
Kirchturm der Bonifatiuskirche in Whitechapel

Die Kirche St. Bonifatius (englisch St Boniface) im Londoner Stadtteil Whitechapel ist eine der beiden Kirchen der deutschsprachigen römisch-katholischen Gemeinde von London.

## Kirche
Die Kirche St. Bonifatius in der Adler Street 47 wurde 1959 bis 1960 erbaut. Die Grundsteinlegung erfolgte am 7. November 1959 durch Kardinal William Godfrey. Er weihte sie auch am 2. Oktober 1960 zusammen mit dem Kölner Weihbischof Wilhelm Cleven. Die Kirche wurde von Donald Plaskett Marshall & Partnern entworfen. Die Inneneinrichtung wurde hauptsächlich von Künstlern aus Kevelaer gestaltet. Die Orgel wurde 1965 erbaut und stammt aus der Orgelbauwerkstatt Orgelbau Romanus Seifert & Sohn. Ortsteilprägend ist der 40 Meter hohe Kirchturm mit den vier erhalten gebliebenen Glocken aus dem Vorgängerbau aus dem Viktorianischen Zeitalter.

## Vorgängerbau
Die jetzige Bonifatiuskirche ersetzte die ursprünglich 1875 von John Young (1797–1877) erbaute Kirche, die durch The Blitz, die deutsche Bombardierung Londons, zerstört wurde.